# 布卢门施泰因
布卢门施泰因（德语：Blumenstein）是瑞士的城鎮，位於該國中部，由伯恩州負責管轄，面積15.52平方公里，海拔高度659米，2011年人口1,199，人口密度每平方公里77人。